# القصر الإمبراطوري في كيوتو

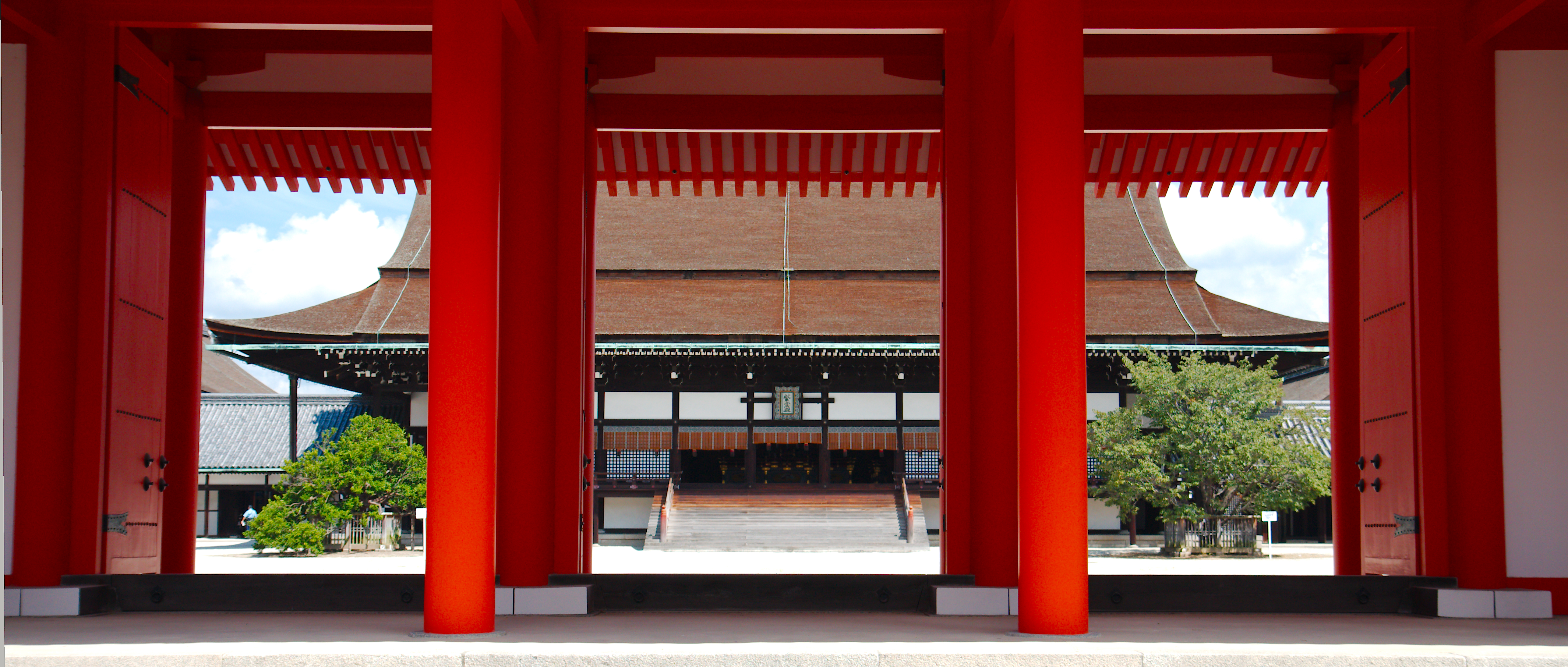
منظر عبر بوابة جوميّون نحو قاعة شيشيندين

القصر الإمبراطوري في كيوتو (京都御所 (Kyōto-gosho)) كان مقر الحكم لإمبراطور اليابان في كيوتو. بعد إصلاح ميجي عام 1869 انتقل البلاط إلى قصر طوكيو الإمبراطوري، وصدر أمر بالحفاظ على قصر كيوتو عام 1877. اليوم تُفتح الأرضيات للزوار، وتُنظم وكالة البلاط الإمبراطوري جولات يومية داخل المباني.
كان هذا القصر آخر قصور الإمبراطور في شمال شرقي هييآن-كيو (التي تُعرف اليوم بـكيوتو) بعد ترك قصر هييآن القديم. خسر القصر كثيرًا من وظائفه مع انتقال العاصمة إلى طوكيو عام 1869، لكن الإمبراطور تايشو وشوا أُقيمت مراسم اعتلاء العرش لهما هنا. المخطط
يقع القصر داخل كيوتو-غيوئين (京都御苑)؛ مستطيل واسع بطول نحو 1,300 متر (4,300 قدم) وعرض 700 متر (2,300 قدم). يضم حدائق قصر سنتو الإمبراطوري ودار ضيافة الدولة في كيوتو. بُني الطراز الحالي عام 1855 محاكاةً لعمارة فترة هييآن. احترق القصر وأُعيد بناؤه مرات عديدة.

## الإدارة
الموقع شمال إيماديغاوا وبجوار جامعة دوشيشا. تتولى وكالة البلاط الإمبراطوري صيانة المباني وتسيير الجولات.

## مبانٍ بارزة
- شيشيندين (紫宸殿؟): قاعة المراسم الكبرى؛ شهدت اعتلاء الأباطرة من ميجي حتى شوا. تتقدّمها ساحة حصى بيضاء، وعن يسار الدرج ساكون نو ساكورا، وعن يمينه أوكون نو تاتشيبانـا.
- سيريودين (清涼殿؟): مقر الإقامة المعتاد قديمًا، ومعه فضاءات للقاءات رسمية ولوحات من مدرسة توسا.
- كوغوشو (小御所؟): قاعة استقبال زعماء البوكه، ومنها إعلن استعادة الحكم الإمبراطوري عام 1867؛ أُعيد بناؤها 1958.
- أوغاكومونجو (御学問所؟): قاعة دراسة وشِعر إمبراطورية.[5]
- أوتسونِغوتِن (御常御殿؟) وأوسوزومي쇼 (御涼所؟): إقامة الإمبراطور وحديقة غونائيتي المقابلة.

## البوابات والموكب
بوابة كينرييمون (建礼門) ذات سقف السرو هي مدخل المراسم الكبرى، تليها جوميّون (城明門) نحو قاعة شيشيندين. بوابة غكّامون (月華門) أصغر إلى الغرب. من أمام كينرييمون ينطلق مهرجان آوي في مايو نحو ضريح شيموغامو وضريح كاميغامو. العرش
تاكاميكورا (高御座) هو عرش الأقحوان. النموذج الحالي من 1913؛ عرش مُورّق تحت مظلة مثمّنة على منصة ثلاثية، تعلوها هو-أو (عنقاء) وتحيط بها طيور صغيرة وجواهر ومرايا. بجانبه ميتشوداي (御帳台) لعرش الإمبراطورة. تُحجب العروش بستائر ميسو حفاظًا على مهابتها.

## مداخل وملاحق
- أوكورومَيُوسي (御車寄؟): مدخل العربات للزوار الرسميين.
- شودايبونُوما (諸大夫の間؟): قاعات انتظار حسب الرتبة.
- شِن-ميكورومَيُوسي (新御車寄؟) وشونكودين (春興殿؟): أُنشئا وتهيّآ لمراسم اعتلاء الإمبراطور تايشو عام 1915.[2][3]

## وصلات خارجية
- الموقع الرسمي
- دليل إنجليزي رسمي للقصر الإمبراطوري في كيوتو

35°01′31″N 135°45′44″E / 35.02528°N 135.76222°E
1. ↑  "明治神宮-明治神宮とは-". www.meijijingu.or.jp. مؤرشف من الأصل في 2007-02-17.
2. 1 2  Saitō، Katsuhisa (8 نوفمبر 2019). "Japan's First Modern Enthronement: The Ceremonies for Emperor Taishō in 1915". Nippon.com. مؤرشف من الأصل في 2024-12-01. اطلع عليه بتاريخ 2022-03-07.
3. 1 2  Kitano، Ryuichi (12 نوفمبر 2019). "Rare footage shows Hirohito's enthronement rituals in Kyoto". The Asahi Shimbun. مؤرشف من الأصل في 2020-02-04. اطلع عليه بتاريخ 2022-03-07.
4. ↑  "Visiting Procedures for Foreigners -- Kyoto Imperial Palace". مؤرشف من الأصل في 2007-09-05. اطلع عليه بتاريخ 2007-09-12.
5. ↑  "ごがくもんじょ【御学問所】の意味 - 国語辞書 - goo辞書". goo辞書. مؤرشف من الأصل في 2015-06-10.